# 擬阿里山白紋象沫蟬
擬阿里山白紋象沫蟬（学名：Philagra kanoi）为尖胸沫蟬科象沫蟬屬下的一个种。